# Pencelo
Pencelo es una freguesia portuguesa del concelho de Guimarães, con 2,37 km² de superficie y 1.444 habitantes (2001). Su densidad de población es de 609,3 hab/km².